# Ford Freda
Ford Freda – samochód osobowy typu van klasy wyższej produkowany pod amerykańską marką Ford w latach 1995 – 2005.

## Historia i opis modelu

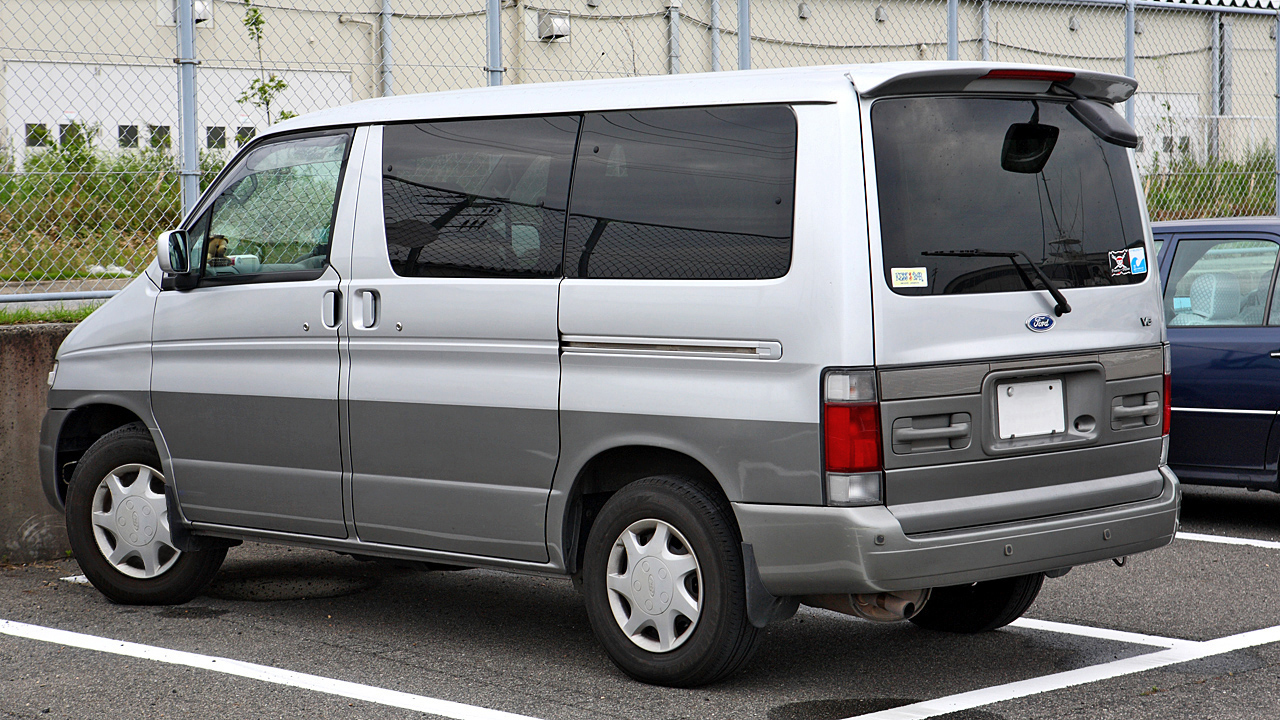
Ford Freda - tył

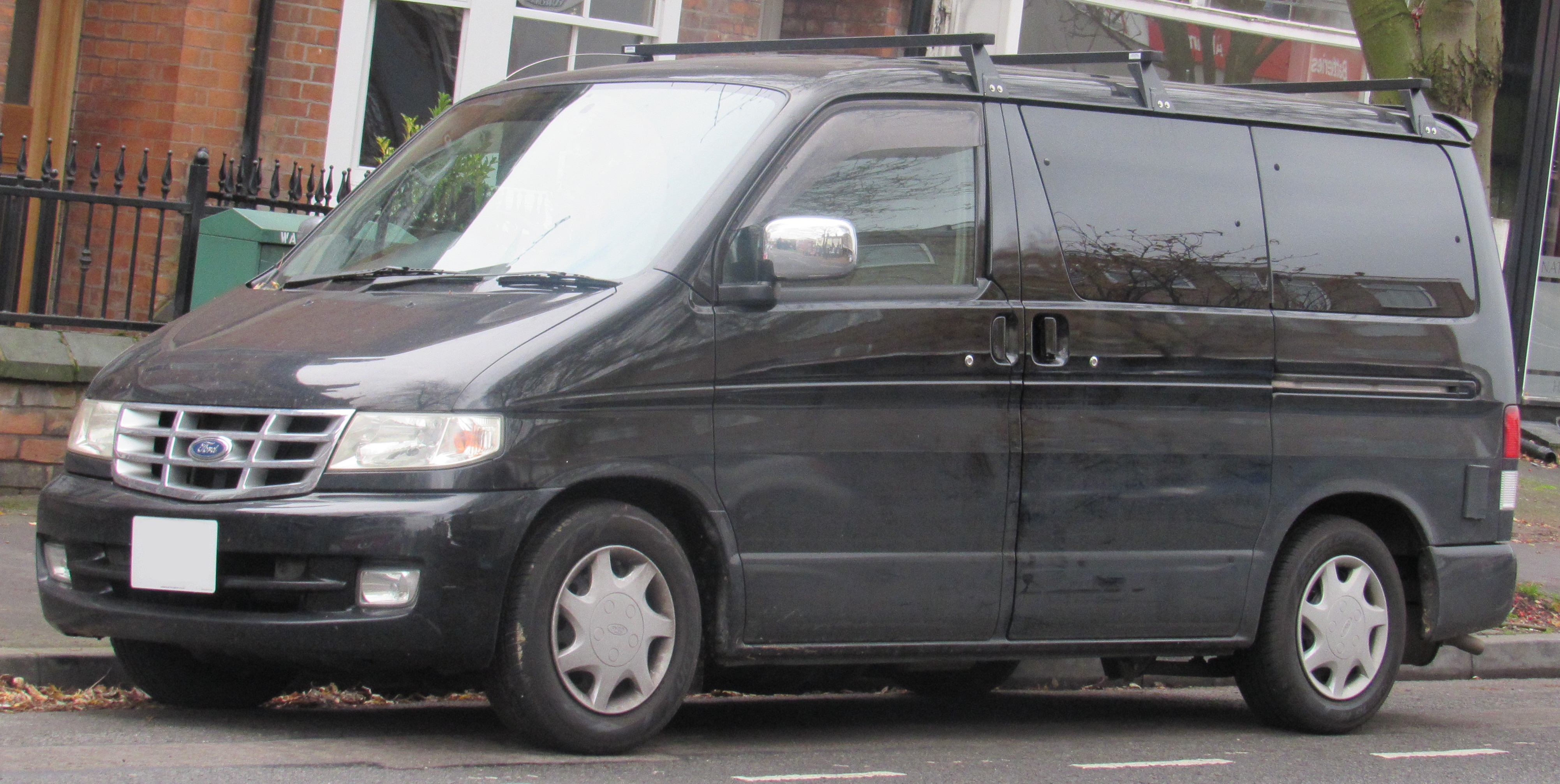
Ford Freda po liftingu

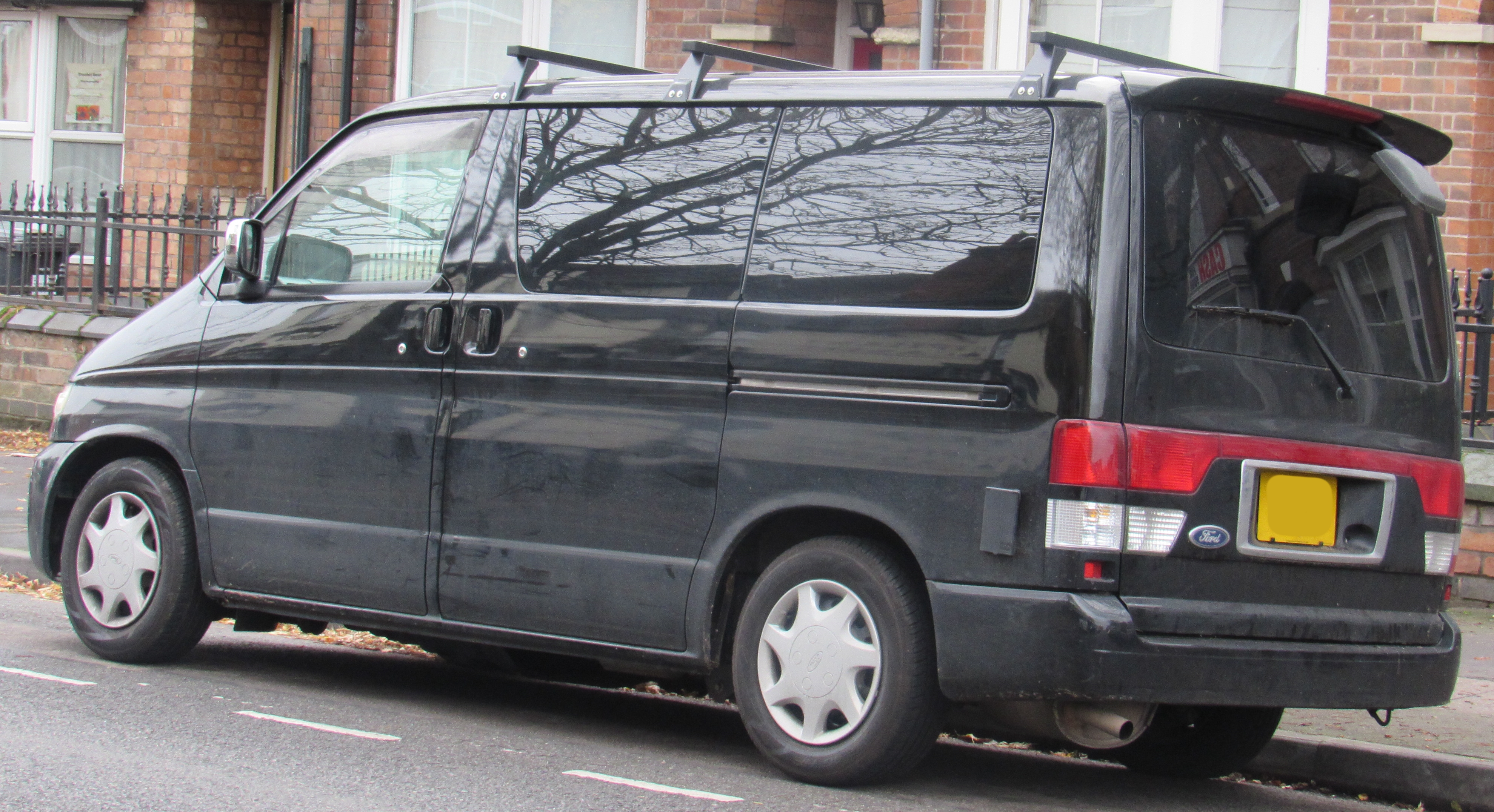
Ford Freda - tył po liftingu

W 1995 roku japoński oddział Forda zdecydował się poszerzyć lokalną ofertę modelową o kolejną konstrukcję bliźniaczą wobec stowarzyszonej wówczas z amerykańskim koncernem Mazdy. W ten sposób powstał duży rodzinny van Freda, który był identyczny z oferowaną wyłącznie na japońskim rynku Mazdą Bongo Friende. Różnice wizualne ograniczyły się do innego wyglądu zderzaków i większej, chromowanej atrapy chłodnicy.
Podobnie jak bliźniacza odmiana Mazdy, Ford Freda oferowany był z szerokimi możliwościami personalizacji. Możliwa była konwersja na kampera, z takimi dodatkami jak m.in. kuchenka, rozkładany dach z miejscami do spania czy moskitiery.

### Lifting
W 2001 roku bliźniacze vany Forda i Mazdy przeszły gruntowną modernizację, w ramach której samochody otrzymały nowy wygląd zarówno przedniej, jak i tylnej części nadwozia. Poza większymi reflektorami, we Fredzie pojawiła się charakterystyczna atrapa chłodnicy z motywem kraty, a także zupełnie nowe, większe tylne lampy połączone świetlistym paskiem przez całą szerokość klapy bagażnika. 

### Eksport
Pomimo faktu, iż Ford Freda był samochodem produkowanym i sprzedawanym oficjalnie tylko w Japonii, samochód pojawia się regularnie w ofertach sprzedaży na rynku wtórnym w różnych krajach świata, głównie z obowiązującym ruchem lewostronnym. Widoczne jest to także w Europie, m.in. w Wielkiej Brytanii, gdzie duże japońskie turystyczne vany cieszą się popularnością.

### Silniki

#### Benzynowe
- L4 2,0l FE SOHC
- V6 2,5l J5

#### Wysokoprężne
- L4 2,5l Turbodiesel WL-T